# Stoh (Ralská pahorkatina)
Stoh je skalnatý kopec na území bývalého vojenského pásma Ralsko na východ od Mimoně. Na jejím vrcholku se nachází skalní hrad Stohánek, postavený kolem roku 1430. Od roku 1996 jsou skála a okolní smíšený les součástí vyhlášené přírodní památky Stohánek o rozloze 0,26 ha.

## Současný stav
Ve skále se zachoval úzký průchod s vytesaným schodištěm s kovovým zábradlím, ve stěně je řada prázdných výklenků z bývalé křížové cesty i vytesané místnosti, nahoře jsou kamenné zbytky ochozů hradu.

## Přístup
Kolem skály s někdejším hradem vedou dvě cyklostezky 3050 a 3046. Stohánek je na okružní zeleně značené turistické cestě z Hamru na Jezeře, dlouhé bez odboček 9 km. Od rozcestníku pod skálou vede na vrchol 150 metrů dlouhá neznačená cesta. Kopec i se skálou je zarostlý stromy, z vrcholu skály je stále pěkný rozhled po okolí.

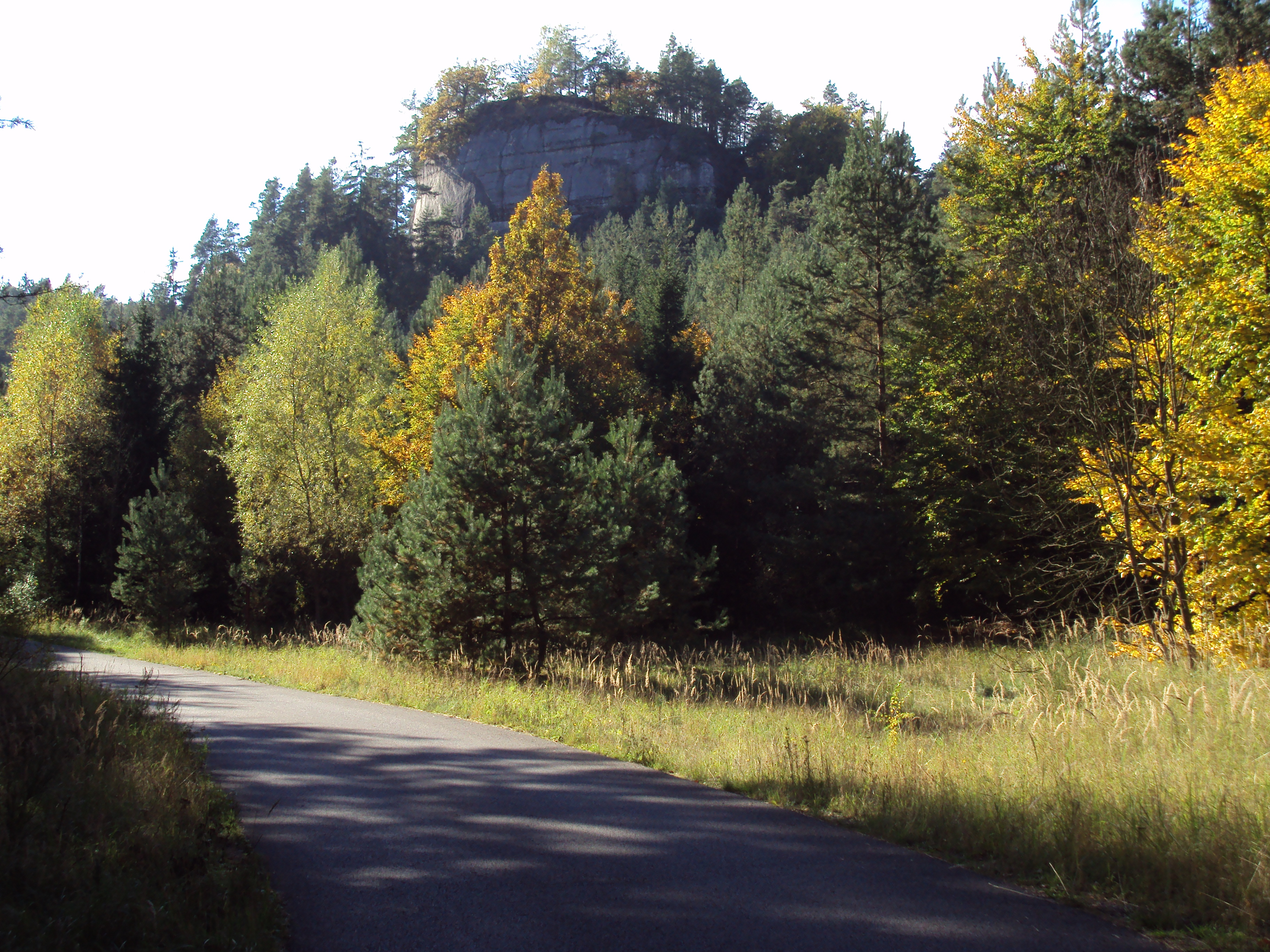
Stohánek od cesty